# Teatro Cacilda Becker
Teatro Cacilda Becker é um teatro localizado na cidade de São Paulo. Fica localizado no bairro da Vila Romana, na zona oeste da cidade brasileira e faz parte do distrito da Lapa.

## Crítica
Em 28 de setembro de 2014, foi publicado na Folha de S.Paulo o resultado da avaliação feita pela equipe do jornal ao visitar os sessenta maiores teatros da cidade de São Paulo. O local foi premiado com duas estrelas, uma nota "ruim", com o consenso: "Do lado de fora, é um prédio quadradão. Por dentro, o hall de espera é pequeno, não há bonbonnière e o número de banheiros é insuficiente. A visibilidade do palco também é ruim em alguns pontos. A programação segue o clássico dos teatros administrados pela prefeitura, mesclando espetáculos infantis e adultos."